# 何秀蘭
何秀蘭（英語：Cyd Ho Sau-lan，1954年7月24日—），曾任香港立法會議員及中西區觀龍選區區議員。在任議員期間，擔任泛民會議召集人多年。
1991年任劉慧卿議員助選團義工，踏足政界。何秀蘭致力維護LGBT權益、性工作者及婦女權益，以及消除各種性別或家庭崗位的歧視，但也是少數公開支持LGBT權益的立法會議員之一，因而備受爭議及受到強烈批評。她爭取政府就種族歧視及性傾向歧視條例立法，曾任校本條例草案委員會主席和環境事務委員會副主席。

## 背景
父親是市政局司機，聚了兩個老婆共9個子女，母親是正室，縫紉女工，父母關係甚為不睦，何秀蘭13歲時父親逝世。何秀蘭小時住在銅鑼灣唐樓的合租房。1965年佛教黃焯菴小學上午校畢業，1970年佛教黃鳳翎中學中五畢業。。香港浸會學院（今香港浸會大學）英國文學系讀了三年，1977年至1979年交換至加拿大滑鐵盧大學德語系，學分不足未取得大學學位。畢業後在美資公司任時裝採購經理。
1987年，33歲的何秀蘭與拍拖十年的滑鐵盧大學同學結婚，翌年生子。1992年與丈夫分居，婚姻只維持了五年。

## 政治生涯

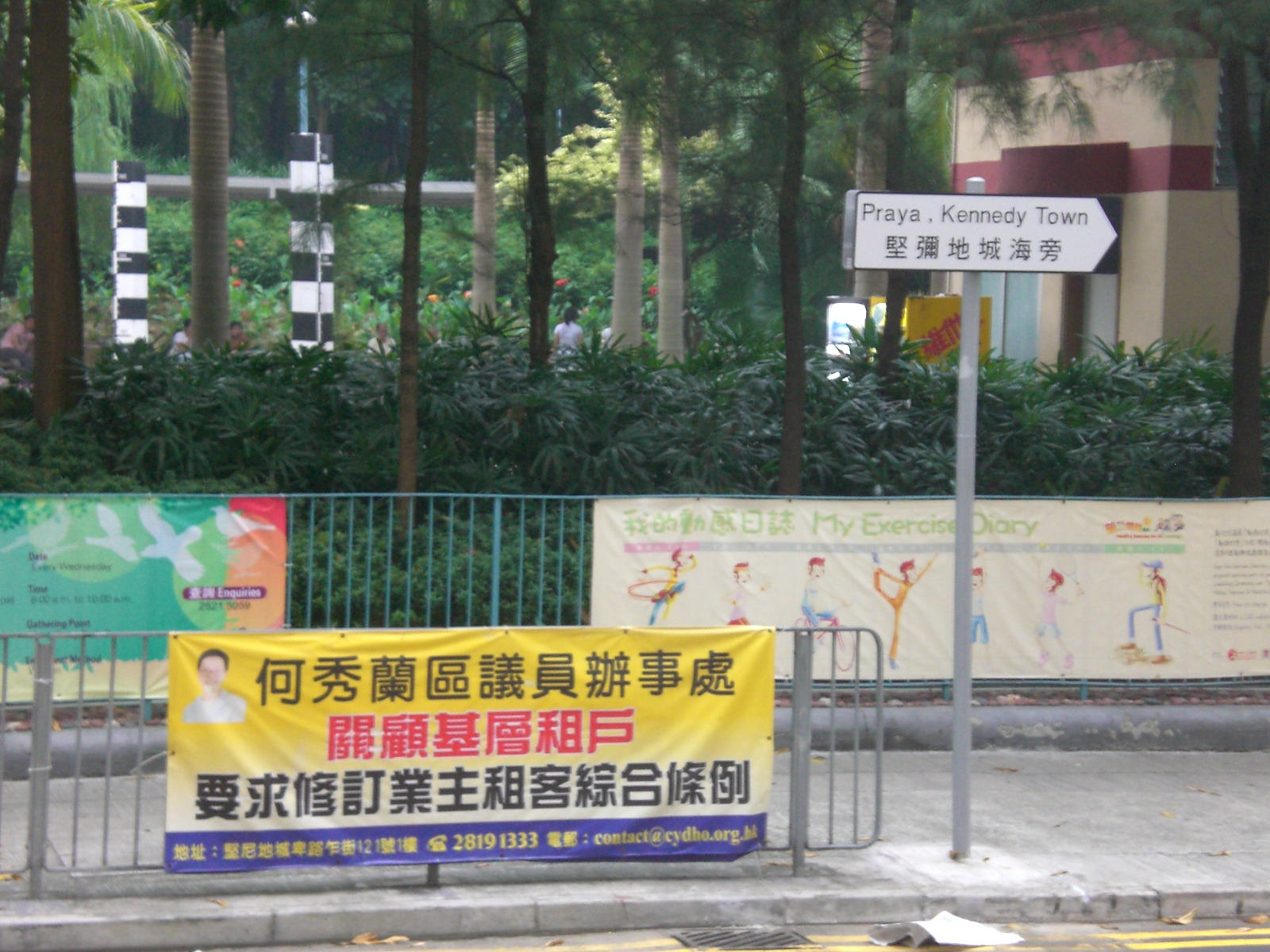
何秀蘭爭取改善社區的橫額

### 1991年－1997年：立法局議員助理時期
1991年香港立法局選舉因為立法局第一次設立民選議席，社會氣氛熱烈，自薦到劉慧卿辦事處義務助選。
1993年，她與其他民主派人士組成壓力團體蟻聯。1995年辭退時裝採購工作，全職任立法局議員吳靄儀的助理。
1994年，何秀蘭與蟻聯的成員高秉忠相戀，感情維持了四年，她於1998年選舉前夕「被飛」。
1996年，與劉慧卿等人成立論政團體前綫，由於大家理念相近，不少成員加入。何秀蘭為前綫首任召集人。

### 1998年－2004年：立法會議員時期
1998年香港立法會選舉，何秀蘭與劉慧卿搭擋在同一名單參選立法會新界東選區的直選議席，並雙雙取得議席。二人合共取得101,811票，得票率達30.8%，為該選區本屆選舉中最高。鄭家富的名單緊隨其後，獲84,629票。
2000年香港立法會選舉，她轉至香港島選區參選。何取得25,988票，得票率10%，排名第三，並取得議席。其得票數少於李柱銘、楊森等人的名單（共92,074票）和程介南、蔡素玉等人的名單（共72,617票）。
2001年4月，剛生效的《知識產權條例》被指擾民，何秀蘭提出在修訂有關擾民法例前實行「凍法」，凍結有關複印剪報構成刑事罪行的部分，以免有教育界人士誤觸「地雷」而遭檢控。
2001年4月，就醫務委員會的組成及制度，何秀蘭支持增加在醫委會內的公眾人士數目，令社會對醫委會有一種「有操守」的信任。
2002年1月，何秀蘭提出動議，要求政府根據《國際兒童權利公約》，切實本地保障本地兒童權利。
2003年11月23日舉行的區議會選舉是香港七一遊行之後首次選舉。何秀蘭逐步脫離劉慧卿及前綫，與其他泛民主派人士合組“公民起動”，共有五位候選人參選灣仔區議會議席，結果勝出三席，選舉後鄭其建退出「公民起動」，之後黃英琦、魏基樂、陳小萍陸續加入。何秀蘭同時出選區議會觀龍選區，挑戰該區區議員的民建聯副主席葉國謙，以64票之差贏得議席成為中西區區議員。

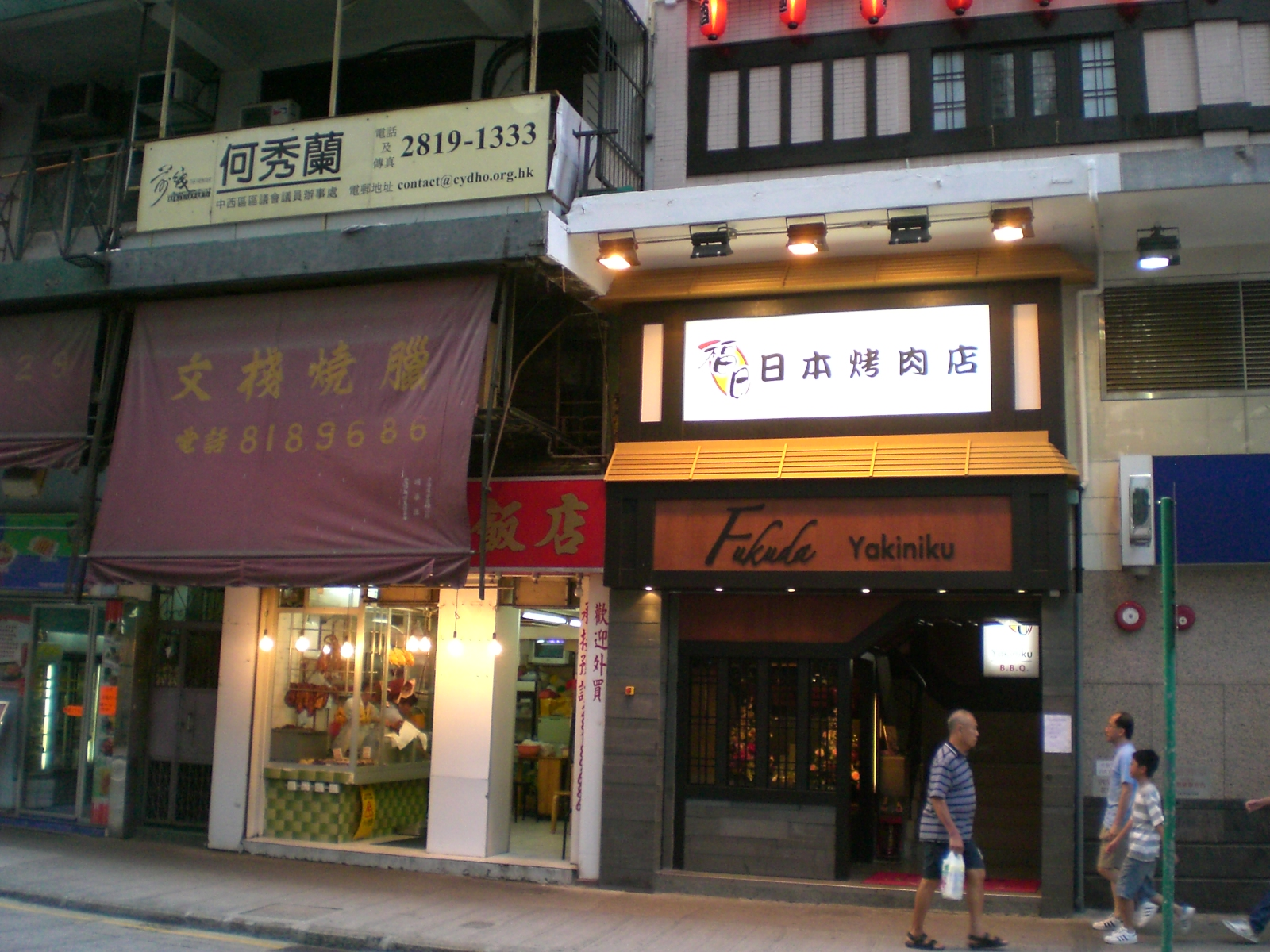
何秀蘭，中西區區議員辦事處

2004年，她與涂謹申、馮檢基、黃成智及麥國風等泛民主派人士嘗試通過深港邊境，希望向正於深圳與親北京的香港各界人士會面的港澳辦官員包括喬曉陽傳達港人對0708雙普選及加快香港民主步伐的訴求，並反映對行政長官所提交的政改報告的意見。他們一行人辦理香港出境手續後便拉起寫有“香港民意代表團”和“抗議人大黑箱，要求中央對話”等標語步過羅湖橋，即受到中方便衣人員阻止，何秀蘭及涂謹申被帶入房間短暫扣留，最後被拒絕入境，折返香港，另外三人獲放行。
2004年香港立法會選舉中，她夥同資深大律師余若薇組成參選名單再度參選香港島選區。二人組成的名單共得票73,844，得票率20.9%，較民建聯推薦的名單（馬力、蔡素玉等人）少815票，結果在她的名單裏，余若薇當選而何秀蘭落選，競逐連任落敗。有學者指其落敗主因是與其他泛民主派，民主黨候選人楊森和李柱銘過度操作棄保效應以致配票失利。

### 2005年－2007年：離開立法會
敗選離開立法會工作後，何秀蘭擔任獨立民間團體香港人權監察主席。另外，她由2005年2月開始，與幾位學者，包括鍾庭耀博士和陳家洛博士，就直接民主和全民投票進行研究，並推動全民投票實踐計劃；並聯同公民起動中其他成員關注舊城區規劃及文化政策發展。
何秀蘭曾經分別在香港電台及網絡電台香港人民廣播電台主持逢星期三晚節目《公民搏格》，並在網絡電台MyRadio與梁錦祥主持逢星期五晚節目《何ee頻道》。她亦主持有線兒童台的節目《我們都是父母》。
何秀蘭在立法會議員馬力去世後，曾經表示會參加角逐2007年香港立法會港島選區補選，期間她曾因呼籲市民罷交差餉而備受建制派及其他民主派強烈批評其言論。後來在泛民主派內部協調後，以「理解泛民主派中有更理想的人選」為由宣佈退選，並支持前政務司長陳方安生參選。

### 2008年－2012年：立法會議員時期
2008年香港立法會選舉，何秀蘭再次出選香港島地區直選，出選香港島選區，她以僅9.9%的得票率驚險勝出，奪得香港島選區第五席，重返立法會，2004年時參選搭檔的余若薇這屆與陳淑莊屬同一名單，得票率26.4%，二人都勝選。
2009年9月，何秀蘭與特首曾蔭權表達《施政報告》意見時，提及香港與廣東省簽署了很多合作協議，包括前海發展協議，但公眾都不知道協議細節，她建議政府將來簽訂合作協議時要諮詢公眾，並定期向立法會匯報。同時，她要求政改諮詢最少6個月，並取消立法會分組點票安排。
2009年10月，何秀蘭表態支持五區總辭方案，認為總辭補選可令公眾聚焦討論，但強調實施的大前提是各黨派要團結一致，資源上互相支持。
2010年7月，就《最低工資條例草案》，何秀蘭聯同李卓人、張國柱和梁耀忠提出11項修訂，包括最低工資委員會組成方法和職能、立法會是否有權提出工資水平的修訂動議等。
2010年8月，前特首曾蔭權會見一眾獨立泛民主派議員，聽取他們對《施政報告》的建議。何秀蘭聯同李卓人、梁耀忠及張國柱等泛民議員提出多項與民生有關的建議，勞工政策方面，他們要求最低工資訂在33元水平，同時就標準工時立法。而本身是立法會教育事務委員會主席的何秀蘭指出，目前香港學生在體育、藝術上的培訓不足，建議政府為全港學生每人提供2萬元的體藝資助，並促請政府檢討書簿津貼的資產審查上限。她又指出，政府打擊豪宅炒賣的政策無助中下階層人士置業，因此她要求政府增建公屋，並放寬申請入住公屋的入息資格，以確保無力置業的人有屋住。
2010年10月，就興建廣深港高鐵香港段引發的菜園村事件，何秀蘭去信立法會主席曾鈺成，要求批准提出關注菜園村同非原居民村搬遷重置政策嘅休會辯論。
2010年11月，傳媒報道退出了公民黨的張超雄和李卓人合組工黨。
2010年12月，就2011年的《財政預算案》，何秀蘭聯同民協馮檢基及社福界張國柱建議政府向財政司司長曾俊華提岀建議。他們建議增加公屋單位供應，並提倡設兩級利得稅。當中何秀蘭認為從有盈利的企業獲得稅款，可以為政府帶來穩定收入，幫助弱勢社群，比成立「關愛基金」更有效。
2011年2月，就香港電台的前景，多名議員在立法會資訊科技及廣播事務委員會作出質疑是否有人下令抽起已故支聯會主席司徒華追思會及安息禮拜直播，令港台編輯自主名存實亡。何秀蘭更指事件反映處長未有做好總編輯角色，故會提出刪除廣播處長一職的修訂動議，以示不滿。
2011年3月，何秀蘭要求召開特別會議，討論警方在反預算案遊行中涉未預先警告便動用胡椒噴霧，以及有警察插眼、拳打示威者的投訴。她質疑警方違反指引，罔顧市民人身安全，使用過分武力驅散集會者，要求委員會邀請警務處及保安局代表出席特別會議，交代事件及接受委員質詢，以釋公眾疑慮。
2011年12月，工黨正式成立，成為創黨副主席（政策）。
2012年3月，《2012年撥款條例草案》，多名泛民議員共提出10項修正案。工黨立法會議員因不滿特首接受富豪款待事件，提出削減特首及其夫人社交活動，以及特首非實報實銷酬酢津貼。

### 2012年－2016年立法會時期

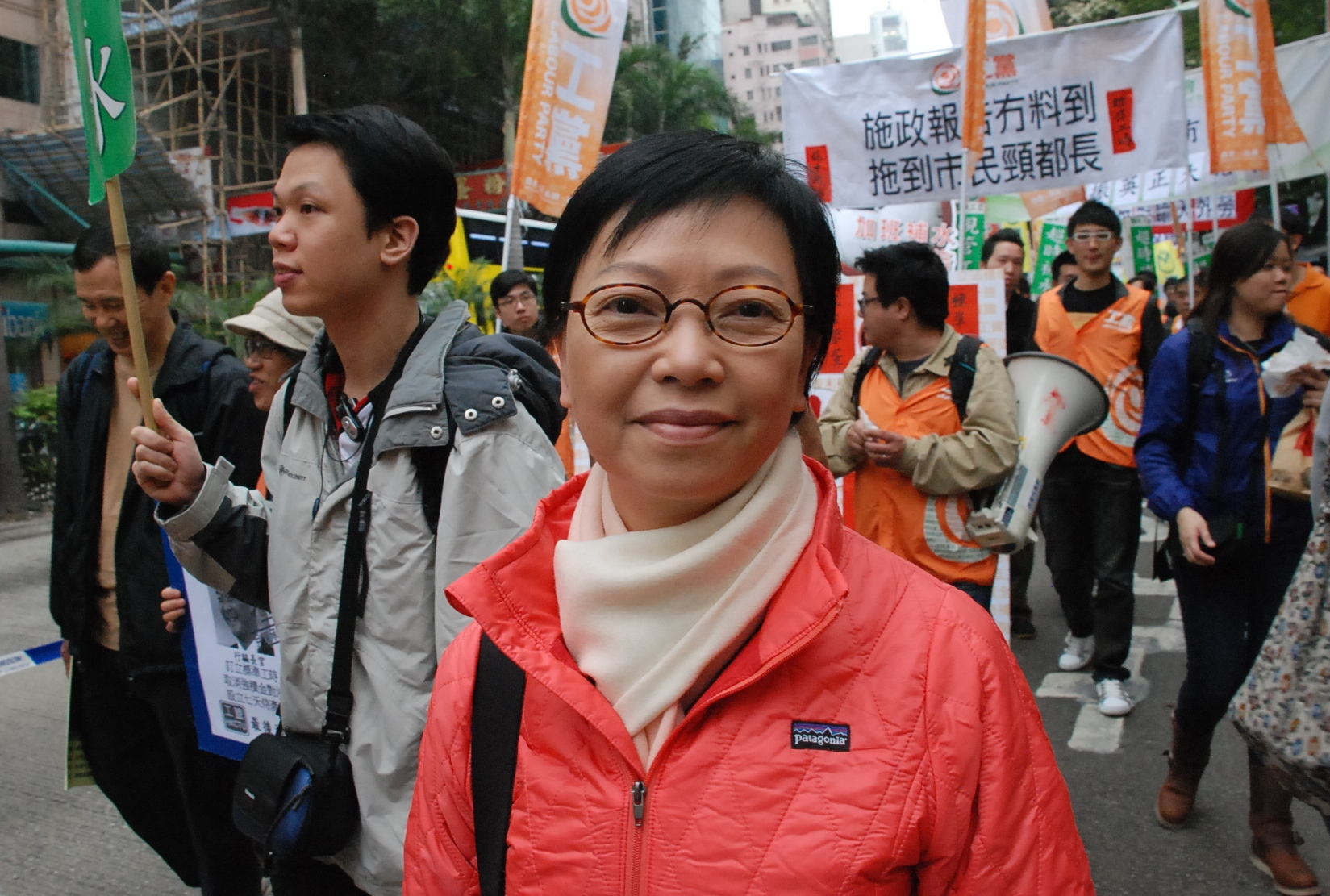
何秀蘭出席遊行和示威活動（2013年）

2012年香港立法會選舉，何秀蘭成功連任後，何秀蘭就德育及國民教育科表示反對意見，並提出私人草案，修改《教育條例》，阻止國民教育科上馬。
2012年11月7日，何秀蘭動議「同志平權」議案，促請政府就立法保障不同性傾向人士的平等機會和基本權利展開公眾諮詢，議案獲民主派及部分建制派支持，但議案最終在建制派及民主黨涂謹申反對及棄權下遭到否決。
2013年2月20日，何秀蘭在立法會提出引用立法會（權力及特權）法例調查劉夢熊事件，但遭建制派在分組點票下否決。
2013年4月1日，鑒於政府未予落實《性傾向歧視條例》之立法諮詢，聯同名人黃耀明、何韻詩、趙式芝及立法會議員陳志全（慢必）等人組建LGBT權益組織「大愛同盟」（Big Love Alliance）。
2013年5月3日，何秀蘭和公民黨議員郭榮鏗於內會提出動議，要求引用特權法成立專責委員會，調查湯顯明任內操守、款待、外訪和送禮安排相關事宜，但遭建制派在分組點票下否決。
2013年5月8日，何秀蘭和公民黨議員郭榮鏗引用《議事規則第二十條》，提交呈請書，並得到25位議員站立支持，通過成立沒有特權的專責委員會調查事件。
2013年5月22日，何秀蘭提出修訂2017年香港行政長官普選的民主程序議案，要求容許參選人士如獲5萬名選民聯署，即可成為行政長官候選人。
2013年6月14日，何秀蘭獲選為立法會調查前廉政專員湯顯明事件專責委員會副主席。
2013年8月，何秀蘭以個人身分提倡，泛民各政黨以「歐盟模式」結盟加強合作，集中泛民政黨力量和資源，推舉一名有執政能力候選人參加2017年特首選舉，應付未來普選的挑戰。
2013年9月，對於休班警員高調到旺角出席政治集會，並獲警務處處長曾偉雄出言力撐，何秀蘭約見獨立監察警方處理投訴委員會並與對方會面，要求關注警方在執法時是否能維持政治中立，以及警方處理兩批不同意見人士在同一地方集會的措施。她促請監警會更主動進取監察警隊，改變收到投訴才跟進的一貫做法。
2013年10月，終審法院裁定變性人享有結婚權利，促請修改違憲的《婚姻條例》及《婚姻訴訟條例》。何秀蘭提出修訂，希望讓性小眾包括不同性取向的人士，享有組織家庭的平等權利，但動議遭否決。
2013年12月8日，「國際人權日2013」嘉年華籌委會選出工黨立法會議員何秀蘭提出的「同志平權」議案，成為今年香港十大人權新聞之首，認為有助公眾了解及討論不同性傾向人士的權利。
2014年3月，政府因應香港終審法院變性人W案件裁決提出修例，建議完成整項變性手術者，才可用新性別結婚。何秀蘭表示，當局提出變性人完成所有變性手術才合資格與異性結婚的要求苛刻，她與另一議員陳志全將提修訂，並建議仿效英國等地，制訂香港的「性別承認法」。
2014年7月1日，何秀蘭獲政府委任為太平紳士，直至2022年11月11日被撤銷委任。
2014年7月9日，立法會就婚姻修訂條例草案進行表決，何秀蘭要求將條例下的性別認同，涵蓋有性別不安症人士、已經或正在接受治療獲以過渡至另一性別的人士，或已獲處方或計劃接受有關治療的人士，卻被裁定不可提出。
2014年7月10日，立法會調查前廉政專員湯顯明涉貪的專責委員會發表報告。委員會內五名泛民委員不滿建制派袒護湯顯明，拒絕簽名承認報告，並且另外發表小眾報告。何秀蘭猛烈批評建制派處事不公，認為他們對泛民的調查工作設下重重關卡，明顯「阻止有志反貪的議員查下去」。
2015年7月9日，全國人大常委會通過《國家安全法》，何秀蘭質詢特區政府，能否確定不會因此而就基本法第二十三條立法及會否就釐清國安法中「國家安全」定義。她認為國安法條文涉極地、太空等，近乎「無所不包」，批評特區政府對港人到內地可能面對的法律風險「隻字不提」，沒負上政府責任。
2015年8月7日，何秀蘭接替公民黨立法會議員梁家傑成為泛民主派飯盒會召集人。
2015年10月，何秀蘭提出私人草案，把特首納入《防止賄賂條例》規管範圍，並要求設立一個由3人組成的獨立委員會，負責批核特首收受的利益，修補現行機制漏洞。
2015年12月，何秀蘭就版權條例修訂草案提岀修正案，要求香港效法加拿大採用開放式豁免，即全面豁免非牟利個人用途的作品。可是，港府以全球只有加拿大有先例為由反對。何秀蘭反駁指，古惑天皇案因網上串流侵權罪成，也開了全球先例，質疑政府雙重標準，「政府維護商界利益，就唔怕行前；維護市民二次創作同資訊流通空間，就縮得好後」。
2016年1月，何秀蘭建議引用議事規則第55條1a，在版權修訂條例草案二讀表決後，將草案交付專責委員會再審議。她指將草案交付專責委員會能撇除黨派紛爭，亦可為大會騰出時間討論其他議題，避免大會議程「塞車」。
2016年4月，立法會審議《2016年撥款條例草案》，多名民主派議員要求削減特首梁振英的薪金，批評梁搞鬥爭激化社會矛盾，且無力改善民生。而何秀蘭亦提出削減平機會主席陳章明的280萬元年薪，批評陳並非合適人選，指陳在立法保障性小眾免受歧視方面，欠缺承擔和認知。
2016年5月，全國人大委員長張德江訪港，並出席酒會接見立法會議員代表和行政會議成員。4名獲邀出席酒會的泛民議員，包括民主黨主席劉慧卿、衛生服務界李國麟、公民黨黨魁梁家傑和工黨何秀蘭。曾一度拒絕出席酒會的何秀蘭表示，擬在會面期間向張德江遞交泛民聯署聲明，當中包括兩項要求：重啟政改和換特首。9月，在2016年香港立法會選舉中，何秀蘭以19,376票連任失敗。其後轉為任職街工立法會議員梁耀忠的議員助理。

## 爭議

### 遲交差銄論
2007年8月19日，她在政制論壇時表示，泛民可進一步考慮以「不合作運動」來爭取2012年雙普選。何秀蘭當日提倡市民遲交差餉，向政府施壓，爭取2012年雙普選，她說市民的代價，最多是被人罰款，等於吃少幾餐麥當勞。她表示政府今個財政年度已寬減4至9月份的兩季差餉，令庫房少收52億元，預料07/08年度差餉收入下降至115億元。何秀蘭另外指出，有人曾於反對《基本法》23條立法時，以遲交差餉作抗議。她說，雖然遲交差餉政府會出告票，但市民可於出庭前繳交差餉，則可免出庭，市民最多只會被罰款10%的附加費。她指出：「我並不是教你（市民）犯法，只是遲交差餉！」
此言論引起極大爭議，不少議員及市民均批評她刻意教唆市民犯法，政務司司長唐英年呼籲市民不應知法犯法，因繳交差餉是市民責任，又指首次遲交需繳交百分之五的罰款，再拖延則另外罰款百分之十的罰款，最終亦須繳交。民建聯財經事務發言人陳鑑林則批評何秀蘭的言論不負責任，指香港是法治社會，透過違法的方式去表達意見的做法，是社會所不容。民建聯副秘書長蔣麗芸形容何秀蘭「很恐怖」，曾當立法會議員卻叫市民犯法，質疑她為參選而博出位，要求她向市民道歉。
何秀蘭則解釋，遲交差餉，同「公民抗命」一樣是爭取權利的合理方式，例如印度爭取獨立時，甘地也提出「不合作運動」抵制殖民政府。她指出，現時政府在政制諮詢過程中漠視社會意見，因此必須用和平及非暴力的方式表達意見。

### 虛報學歷
何秀蘭曾被指於1998年立法會選舉期間呈報的學歷資料不盡不實，沒有說明自己未能在加拿大滑鐵盧大學完成學位課程，被指虛報個人資料。

### 表決政改時的可疑行徑
2015年6月18日，立法會正式審議2017年行政長官普選方案。表決期間，大部份建制派議員突然離場，何秀蘭此時突然站立舉手，要求立法會主席點算法定人數，變相要令立法會等多15分鐘。她隨即被身旁泛民議員揚聲制止，人民力量議員陳偉業更激動得用粗言罵她為什麼要點人數。她被懷疑有意拖延投票，甚至製造流會，使到民主派議員失去以大比數否決方案的機會。
到按制投票時，何秀蘭是最後一個按制投票的泛民主派人士，比湯家驊更遲，何秀蘭在最後近乎「零秒」才投票否決普選方案，更惹網民懷疑。

### 被指針對胡穗珊
2017年8月，何秀蘭被指處處針對當時的工黨主席胡穗珊，胡穗珊深感精神困擾，遂向由前立法會議員張國柱任主席的工黨紀律委員會投訴。後來，何秀蘭被指在紀委調查完結後獲通知胡投訴成立，因而在黨內通訊群組中表示如果投訴成立會退黨。最後，紀委在原已安排向黨內執委報告調查結果前，突然表示需覆議投訴，最終更決定「不作裁決」。事後胡穗珊對紀委更改裁決結果十分不滿，最終斷然辭去黨主席職務及退黨，以示抗議。何秀蘭稱為主席的辭退，按照政治倫理負政治責任，在特別會議上主動辭去執委及副秘書長職務。

### 8.18流水式集會案
2020年4月18日，香港警方拘捕包括何秀蘭在內的15名民主派人士，指各被捕人士在2019年8月18日圴「煞停警黑亂港 落實五大訴求」集會涉嫌組織及參與未經批准的集結。5月18日下午，案件被告於西九龍裁判法院提堂，分三案處理，暫毋須答辯，控方申請押後案件四周至6月1 日再訊，以便控方準備文件將案件轉介至區域法院處理，期間各被告獲准各以1,000元保釋候訊。
2021年2月16日，案件開審，何秀蘭为被告之一，但否認控罪。由於辯方臨時表示要呈交專家報告，法庭將案押後至17日繼續。4月1日，區域法院法官胡雅文裁定各被告罪成，4月16日何秀蘭被判因8個月。
2021年5月28日，何秀蘭聯同其他9名被告，因2019年十一國慶未經批准集結，被判罪成，何秀蘭被判囚14個月。其他被告包括陳皓桓、李卓人、梁國雄、何俊仁、單仲偕和楊森。
案中黎智英、吳靄儀、李柱銘及梁國雄等7人不服定罪和刑罰提上訴，在2022年11月28日於高院處理許可申請。上訴方指，「組織」是指「事前」準備，沒有證據顯示各被告有份組織，又以韓國梨泰院、香港蘭桂坊的人踩人事件為例，指出「流水式」集會協助疏散人群，亦有其重要性。上訴庭最終於2023年8月14日頒下判詞，裁定7人「組織未經批准集結」罪上訴得直，其中刑期尚未服畢的黎智英、李卓人、梁國雄、何秀蘭獲減刑3至6個月，而「明知而參與未經批准集結」罪的上訴則全數駁回。

### 612人道基金案
2022年5月11日，警方國安處以涉嫌「勾結外國勢力罪」逮捕612人道支援基金五名信託人許寶強、吳靄儀、何秀蘭、陳日君及何韻詩。
2022年11月25日，五名信託人及秘書被西九龍裁判法院裁定犯「沒有在指明時限內申請註冊或豁免註冊社團」罪，五名信託人陳日君、吳靄儀、許寶強、何秀蘭及何韻詩各罰款4000元，秘書施城威罰款2500元。

## 外部連結
- 何秀蘭個人網頁
- 何秀蘭的Facebook專頁

| 政黨職務    | 政黨職務                           | 政黨職務      |
| ----------- | ---------------------------------- | ------------- |
| 首任： 首任 | 前線召集人 1996年                  | 繼任： 劉慧卿 |
| 首任： 首任 | 公民起動召集人 2003年－            | 繼任： 現任   |
| 前任： 首任 | 工黨副主席 （政策） 2011年－2015年 | 繼任： 郭永健 |